# Eudonia epimystis
Eudonia epimystis là một loài bướm đêm trong họ Crambidae.